# Tatiana Kutlíková
Tatiana Kutlíková (* 27. September 1972 in Ružomberok, damalige Tschechoslowakei) ist eine frühere slowakische Skilangläuferin und Biathletin.
Tatiana Kutlíková vom KB Osrblie lebt in Dolný Kubín und arbeitet als Sportlehrerin. Zunächst begann sie eine Karriere als Skilangläuferin. In Santa Caterina Valfurva gab sie im Dezember 1993 ihr Debüt im Skilanglauf-Weltcup und erreichte über 15 Kilometer Klassisch den 78. Platz. Erstes Großereignis wurden die Olympischen Winterspiele 1994 in Lillehammer. Bei den Spielen wurde Kutlíková in fünf Rennen eingesetzt und wurde 46. über 15 Kilometer Freistil, 48. über 5 Kilometer Klassisch, 35. in der Verfolgung, 43. über 30 Kilometer Klassisch und mit Ľubomíra Balážová, Jaroslava Bukvajová und Alžbeta Havrančíková Siebte im Staffelrennen. Im Dezember 1994 gewann sie Slowakin in Sappada als 30. eines Rennens über 5 Kilometer Freistil erstmals Weltcuppunkte. Ein paar Monate später nahm Kutlíková in Thunder Bay erstmals an den Nordischen Skiweltmeisterschaften teil und wurde dort 36. über 15 Kilometer Klassisch, 29. über 5 Kilometer Klassisch, 32. der Verfolgung und 30. über 30 Kilometer Freistil. 1996 erreichte sie in Štrbské Pleso als 17. über 30 Kilometer Freistil ihr bestes Resultat im Langlauf-Weltcup. In Trondheim startete Kutlíková bei den Nordischen Skiweltmeisterschaften 1997 und erreichte dort die Platzierungen 41 über 15 Kilometer Freistil, 56 über 5 Kilometer Klassisch, 50. der Verfolgung und 38. über 30 Kilometer Klassisch. Nach der Saison wechselte sie zum Biathlon.
Zum Auftakt der Saison 1997/98 gab Kutlíková in Lillehammer ihr Debüt im Biathlon-Weltcup. In ihrem ersten Sprintrennen wurde sie 87. Ein erstes sportliches Ausrufezeichen setzte die Slowakin mit der Staffel ihres Heimatlandes bei den Olympischen Winterspielen 1998 in Nagano. Mit Martina Halinárová, Anna Murínová und Soňa Mihoková wurde sie Viertplatzierte hinter den deutschen Olympiasiegerinnen, Russland und Norwegen. Bei den Sommerbiathlon-Weltmeisterschaften 1998 in Osrblie gewann Kutlíková mit Schwarzbacherová (ehemals Halinárová), Murínová und Marcela Pavkovčeková hinter der belarussischen und vor der russischen Staffel, den beiden zu dieser Zeit den Sommerbiathlon beherrschenden Staffeln, die Silbermedaille. Zudem wurde sie 20. im Sprint und Elfte des Verfolgungsrennens. Am Holmenkollen in Oslo nahm sie an den Biathlon-Weltmeisterschaften 1999 teil und wurde 50. des Einzels. Großereignis im folgenden Jahr wurden die Biathlon-Weltmeisterschaften 2000 in Kościelisko, bei denen Kutlíková 22. des Einzels wurde, 12. im Sprint und 16. der Verfolgung. In Pokljuka gewann sie in der Saison 2000/01 als 27. eines Sprintrennens erstmals Weltcuppunkte. Die Biathlon-Weltmeisterschaften 2001 in Pokljuka wurden das einzige Großereignis auf Weltebene, bei dem Kutlíková mehr als ein Rennen bestritt. Im Einzel erreichte sie Platz 59, mit Halinárová, Murínová und Mihoková Platz elf im Staffelrennen. Nachdem sie in der Vorsaison in einem Rennen Punkte gewonnen hatte, folgte in der Saison 2001/2002 dreimal die Platzierung in den Punkten, darunter mit einem 23. Platz in einem Verfolgungsrennen in Ruhpolding das beste Weltcup-Resultat der Karriere. Letztes Großereignis und Karriereabschluss wurden die Olympischen Winterspiele 2002 in Salt Lake City. Bei den Biathlon-Wettkämpfen in Soldier Hollow erreichte Kutlíková Platz 64 im Sprint und verpasste damit den Verfolgungswettkampf um vier Ränge.

## Biathlon-Weltcup-Platzierungen
Die Tabelle zeigt alle Platzierungen (je nach Austragungsjahr einschließlich Olympische Spiele und Weltmeisterschaften).
- 1.–3. Platz: Anzahl der Podiumsplatzierungen
- Top 10: Anzahl der Platzierungen unter den ersten zehn (einschließlich Podium)
- Punkteränge: Anzahl der Platzierungen innerhalb der Punkteränge (einschließlich Podium und Top 10)
- Starts: Anzahl gelaufener Rennen in der jeweiligen Disziplin

| Platzierung              | Einzel | Sprint | Verfolgung | Massenstart | Team | Staffel | Gesamt |
| ------------------------ | ------ | ------ | ---------- | ----------- | ---- | ------- | ------ |
| 1. Platz                 |        |        |            |             |      |         |        |
| 2. Platz                 |        |        |            |             |      |         |        |
| 3. Platz                 |        |        |            |             |      | 1       | 1      |
| Top 10                   |        |        |            |             |      | 3       | 3      |
| Punkteränge              |        | 4      | 1          |             |      | 7       | 12     |
| Starts                   | 13     | 25     | 9          | 1           |      | 7       | 55     |
| Stand: nach Karriereende |        |        |            |             |      |         |        |